# Alvilda Andersen
Alvilda Axeline Christine Andersen f. Zimmermann (23. maj 1875 i København - 1. august 1937 i København) var en dansk forbundsformand for Kvindeligt Arbejderforbund(KAD) mellem 1923-1937 og socialdemokratisk politiker.

## Liv og karriere
Alvilda Andersen var datter af oversergent Eduard August Zimmermann (1832-1914) og Sofie Frederikke Margrethe Lund (1835-1917). I 1893 flyttede hun hjemmefra forældrenes lejlighed på 5 sal i Ryesgade 66 og ud til Amager hvor hun fik arbejde som tjenestepige. Hun blev i 1895 gift med bagerkusken Frederik Ferdinand Julius Andersen, ægteskabet gav 9 børn, men blev dog opløst i 1911. Ifølge Politiets registerblade, et slags folkeregister over København, boede parret under deres ægteskab på 12 forskellige adresser.
Alvilda Andersen blev i 1920 valgt ind i hovedbestyrelsen for Kvindeligt Arbejderforbund, hun havde da længe været aktiv i både fagbevægelsen og Socialdemokratiet, siden 1918 havde hun blandt andet været sekretær i KAD. I 1923 blev hun valgt som formand i Kvindeligt Arbejderforbund, en post hun havde frem til sin død. I 1925 blev hun også medlem af De samvirkende Fagforbund Forretningsudvalg, hvilket hun os var frem til sin død.
I 1929 blev Alvilda Andersen for Socialdemokratiet valgt til Københavns Borgerrepræsentation, hvilket hun var frem til sin død, under hendes politiske virke var det især for fattige og gamles boligforhold som hun beskæftigede sig med. Fra 1933 medlem af Arbejdernes Oplysningsforbunds bestyrelse og fra 1935 var hun også medlem af Socialdemokratiets hovedbestyrelse.

## Ekstern henvisning
- Alvilda Andersen i Dansk Kvindebiografisk Leksikon på Lex.dk, tidl. Kvinfo.dk
- Alvilda Andersen på gravsted.dk